# 元素の名称に使われた人物の一覧
以下は、元素の名称に使われた人物の一覧（げんそのめいしょうにつかわれたじんぶつのいちらん）である。118種の元素のうち、19種が直接的または間接的に人名に由来して命名されている。そのうち15種は科学者に由来する。ガドリニウムとサマリウム以外は人工放射性元素である。

## 一覧
以下に19種の元素と由来になった人名を記載する。存命中に自身の名前が元素に名付けられたのは、シーボーグとオガネシアンの2人のみである。以下の表にある科学者でない人物4人は、その人名が直接の元素名の由来ではなく、人名に由来して命名された別の物が元素名の由来となっている。サマリウムはサマルスキー石に由来する。アメリシウム、バークリウム、リバモリウムは、人名に由来する地名にちなんでいる。カリフォルニア州バークレーはローレンス・バークレー国立研究所の、カリフォルニア州リバモアはローレンス・リバモア国立研究所の所在地である。
| 元素 | 元素               | 元素 | 元素   | 人物                       | 人物                                   | 人物     | 人物                | 人物                       |
| 番号 | 名称               | 記号 | 発見年 | 直接の由来                 | 人名                                   | 職業等   | 生没年              | 国籍                       |
| ---- | ------------------ | ---- | ------ | -------------------------- | -------------------------------------- | -------- | ------------------- | -------------------------- |
| 62   | サマリウム         | Sm   | 1879   | サマルスキー石             | ワシーリー・サマルスキー＝ビホヴェッツ | 鉱山技師 | 1803–1870           | ロシア                     |
| 64   | ガドリニウム       | Gd   | 1886   | ガドリン石                 | ヨハン・ガドリン                       | 科学者   | 1760–1852           | フィンランド               |
| 95   | アメリシウム       | Am   | 1944   | アメリカ大陸               | アメリゴ・ヴェスプッチ                 | 探検家   | 1454–1512           | イタリア                   |
| 96   | キュリウム         | Cm   | 1944   |                            | マリ・キュリー ピエール・キュリー      | 科学者   | 1867–1934 1859–1906 | ポーランド– フランス       |
| 97   | バークリウム       | Bk   | 1949   | カリフォルニア州バークレー | ジョージ・バークリー                   | 哲学者   | 1685–1753           | アイルランド               |
| 99   | アインスタイニウム | Es   | 1952   |                            | アルベルト・アインシュタイン           | 科学者   | 1879–1955           | ドイツ– アメリカ合衆国     |
| 100  | フェルミウム       | Fm   | 1952   |                            | エンリコ・フェルミ                     | 科学者   | 1901–1954           | イタリア- アメリカ合衆国   |
| 101  | メンデレビウム     | Md   | 1955   |                            | ドミトリ・メンデレーエフ               | 科学者   | 1834–1907           | ロシア                     |
| 102  | ノーベリウム       | No   | 1958   |                            | アルフレッド・ノーベル                 | 科学者   | 1833–1896           | スウェーデン               |
| 103  | ローレンシウム     | Lr   | 1961   |                            | アーネスト・ローレンス                 | 科学者   | 1901–1958           | アメリカ合衆国             |
| 104  | ラザホージウム     | Rf   | 1964   |                            | アーネスト・ラザフォード               | 科学者   | 1871–1937           | ニュージーランド– イギリス |
| 106  | シーボーギウム     | Sg   | 1974   |                            | グレン・シーボーグ                     | 科学者   | 1912–1999           | アメリカ合衆国             |
| 107  | ボーリウム         | Bh   | 1981   |                            | ニールス・ボーア                       | 科学者   | 1885–1962           | デンマーク                 |
| 109  | マイトネリウム     | Mt   | 1982   |                            | リーゼ・マイトナー                     | 科学者   | 1878–1968           | オーストリア- スウェーデン |
| 111  | レントゲニウム     | Rg   | 1994   |                            | ヴィルヘルム・レントゲン               | 科学者   | 1845–1923           | ドイツ                     |
| 112  | コペルニシウム     | Cn   | 1996   |                            | ニコラウス・コペルニクス               | 科学者   | 1473–1543           | ポーランド- ドイツ         |
| 114  | フレロビウム       | Fl   | 1998   |                            | ゲオルギー・フリョロフ                 | 科学者   | 1913–1990           | ロシア                     |
| 116  | リバモリウム       | Lv   | 2000   | カリフォルニア州リバモア   | ロバート・リバモア                     | 地主     | 1799–1858           | アメリカ合衆国             |
| 118  | オガネソン         | Og   | 2002   |                            | ユーリイ・オガネシアン                 | 科学者   | 1933–               | アルメニア- ロシア         |